# Campionatul Mondial de Fotbal 2014 – Grupa D
Grupa D a Campionatului Mondial de Fotbal 2014 este alcătuită din Uruguay, Costa Rica, Anglia și Italia . Meciurile au început pe 14 iunie și s-au încheiat pe 24 iunie 2014.

## Echipele
| Poziția           | Echipa     | Metoda de calificare                       | Data calificării   | Apariții la turnee finale | Ultima apariție | Cea mai bună clasare                  | Clasamentul FIFA | Clasamentul FIFA |
| Poziția           | Echipa     | Metoda de calificare                       | Data calificării   | Apariții la turnee finale | Ultima apariție | Cea mai bună clasare                  | octombrie 2013   | iunie 2014       |
| ----------------- | ---------- | ------------------------------------------ | ------------------ | ------------------------- | --------------- | ------------------------------------- | ---------------- | ---------------- |
| D1 (cap de serie) | Uruguay    | Câștigătoarea play-off-ului AFC v CONMEBOL | 20 noiembrie 2013  | 12                        | 2010            | Câștigătoare (1930, 1950)             | 6                | 7                |
| D2                | Costa Rica | Locul doi în runda a patra CONCACAF        | 10 septembrie 2013 | 4                         | 2006            | Optimi de finală (1990)               | 31               | 28               |
| D3                | Anglia     | Câștigătoarea Grupei H UEFA                | 15 octombrie 2013  | 14                        | 2010            | Câștigătoare (1966)                   | 10               | 10               |
| D4                | Italia     | Câștigătoarea Grupei B UEFA                | 10 septembrie 2013 | 18                        | 2010            | Câștigătoare (1934, 1938, 1982, 2006) | 9                | 9                |

Note
1. ↑  Clasamentul din octombrie 2013 a fost folosit pentru tragerea la sorți pentru turneul final.

## Clasament
| Legendă                                                             |
| ------------------------------------------------------------------- |
| Câștigătoarea și locul doi din grupă avansează în faza eliminatorie |

| Echipa     | MJ | V | E | Î | GM | GP | G  | Pct |
| ---------- | -- | - | - | - | -- | -- | -- | --- |
| Costa Rica | 3  | 2 | 1 | 0 | 4  | 1  | +3 | 7   |
| Uruguay    | 3  | 2 | 0 | 1 | 4  | 4  | 0  | 6   |
| Italia     | 3  | 1 | 0 | 2 | 2  | 3  | −1 | 3   |
| Anglia     | 3  | 0 | 1 | 2 | 2  | 4  | −2 | 1   |

- Câștigătoarea grupei avansează și va juca contra locului doi din grupa C în optimile de finală.
- Locul doi avansează și va juca contra câștigătoarei grupei C în optimile de finală.

## Meciuri

### Uruguay v Costa Rica
Cele două echipe s-au mai întâlnit în alte 8 meciuri, cel mai recent în 2009.
| Uruguay           | 1–3    | Costa Rica                        |
| ----------------- | ------ | --------------------------------- |
| Cavani 24' (pen.) | Raport | Campbell 54' Duarte 58' Ureña 85' |

| Uruguay | Costa Rica |

| P             | 1  | Fernando Muslera    |       |     |
| FD            | 16 | Maxi Pereira        | 90+5' |     |
| FC            | 2  | Diego Lugano (c)    | 50'   |     |
| FC            | 3  | Diego Godín         |       |     |
| FS            | 22 | Martín Cáceres      | 81'   |     |
| MD            | 11 | Christian Stuani    |       |     |
| MC            | 17 | Egidio Arévalo Ríos |       |     |
| MC            | 5  | Walter Gargano      | 56'   | 60' |
| MS            | 7  | Cristian Rodríguez  |       | 76' |
| AC            | 10 | Diego Forlán        |       | 60' |
| AC            | 21 | Edinson Cavani      |       |     |
| Schimbări:    |    |                     |       |     |
| M             | 14 | Nicolás Lodeiro     |       | 60' |
| M             | 20 | Álvaro González     |       | 60' |
| A             | 8  | Abel Hernández      |       | 76' |
| Antrenor:     |    |                     |       |     |
| Óscar Tabárez |    |                     |       |     |

| P                | 1  | Keylor Navas       |  |     |
| FC               | 6  | Óscar Duarte       |  |     |
| FC               | 3  | Giancarlo González |  |     |
| FC               | 4  | Michael Umaña      |  |     |
| ED               | 16 | Cristian Gamboa    |  |     |
| ES               | 15 | Júnior Díaz        |  |     |
| MC               | 5  | Celso Borges       |  |     |
| MC               | 17 | Yeltsin Tejeda     |  | 75' |
| MO               | 10 | Bryan Ruiz (c)     |  | 83' |
| MO               | 7  | Christian Bolaños  |  | 89' |
| AC               | 9  | Joel Campbell      |  |     |
| Schimbări:       |    |                    |  |     |
| M                | 22 | José Miguel Cubero |  | 75' |
| A                | 21 | Marco Ureña        |  | 83' |
| M                | 11 | Michael Barrantes  |  | 89' |
| Antrenor:        |    |                    |  |     |
| Jorge Luis Pinto |    |                    |  |     |

| Omul meciului: Joel Campbell (Costa Rica) Arbitri asistenți: Mark Borsch (Germania) Stefan Lupp (Germania) Arbitru de rezervă: Víctor Hugo Carrillo (Peru) Al cincilea oficial: Rodney Aquino (Paraguay) |

### Anglia v Italia
Cele două echipe s-au mai întâlnit în alte 24 de meciuri, cel mai recent în sferturile de la Campionatul European de Fotbal din 2012.
| Anglia        | 1–2    | Italia                      |
| ------------- | ------ | --------------------------- |
| Sturridge 37' | Raport | Marchisio 35' Balotelli 50' |

| Anglia | Italia |

| P           | 1  | Joe Hart           |       |     |
| FD          | 2  | Glen Johnson       |       |     |
| FC          | 5  | Gary Cahill        |       |     |
| FC          | 6  | Phil Jagielka      |       |     |
| FS          | 3  | Leighton Baines    |       |     |
| MDef        | 4  | Steven Gerrard (c) |       |     |
| MDef        | 14 | Jordan Henderson   |       | 73' |
| ED          | 11 | Danny Welbeck      |       | 61' |
| MO          | 19 | Raheem Sterling    | 90+2' |     |
| ES          | 10 | Wayne Rooney       |       |     |
| AC          | 9  | Daniel Sturridge   |       | 80' |
| Schimbări:  |    |                    |       |     |
| M           | 21 | Ross Barkley       |       | 61' |
| M           | 7  | Jack Wilshere      |       | 73' |
| M           | 20 | Adam Lallana       |       | 80' |
| Antrenor:   |    |                    |       |     |
| Roy Hodgson |    |                    |       |     |

| P                | 12 | Salvatore Sirigu  |  |     |
| FD               | 4  | Matteo Darmian    |  |     |
| FC               | 15 | Andrea Barzagli   |  |     |
| FC               | 20 | Gabriel Paletta   |  |     |
| FS               | 3  | Giorgio Chiellini |  |     |
| MD               | 8  | Claudio Marchisio |  |     |
| MC               | 16 | Daniele De Rossi  |  |     |
| MS               | 23 | Marco Verratti    |  | 57' |
| MO               | 21 | Andrea Pirlo (c)  |  |     |
| ADA              | 6  | Antonio Candreva  |  | 79' |
| AC               | 9  | Mario Balotelli   |  | 73' |
| Schimbări:       |    |                   |  |     |
| M                | 5  | Thiago Motta      |  | 57' |
| A                | 17 | Ciro Immobile     |  | 73' |
| M                | 18 | Marco Parolo      |  | 79' |
| Antrenor:        |    |                   |  |     |
| Cesare Prandelli |    |                   |  |     |

| Omul meciului: Mario Balotelli (Italia) Arbitri asistenți: Sander van Roekel (Olanda) Erwin Zeinstra (Olanda) Arbitru de rezervă: Walter López (Guatemala) Al cincilea oficial: Leonel Leal (Costa Rica) |

### Uruguay v Anglia
Cele două echipe s-au mai întâlnit anterior în zece meciuri, inclusiv de două ori la Campionatul Mondial de Fotbal (1954, sferturi de finală: Uruguay 4–2 Anglia; 1966, faza grupelor: Uruguay 0–0 Anglia). Fundașul uruguayan Maxi Pereira a fost suspendat în acest meci, după ce a primit cartonaș roșu în meciul împotriva Costa Ricăi.
| Uruguay         | 2–1    | Anglia     |
| --------------- | ------ | ---------- |
| Suárez 39', 85' | Raport | Rooney 75' |

| Uruguay | Anglia |

| P             | 1  | Fernando Muslera   |    |     |
| FD            | 22 | Martín Cáceres     |    |     |
| FC            | 13 | José María Giménez |    |     |
| FC            | 3  | Diego Godín (c)    | 9' |     |
| FS            | 6  | Álvaro Pereira     |    |     |
| MC            | 20 | Álvaro González    |    | 79' |
| MC            | 17 | Egidio Arévalo     |    |     |
| MC            | 7  | Cristian Rodríguez |    |     |
| MO            | 14 | Nicolás Lodeiro    |    | 67' |
| AC            | 9  | Luis Suárez        |    | 88' |
| AC            | 21 | Edinson Cavani     |    |     |
| Schimbări:    |    |                    |    |     |
| A             | 11 | Christian Stuani   |    | 67' |
| F             | 4  | Jorge Fucile       |    | 79' |
| F             | 19 | Sebastián Coates   |    | 88' |
| Antrenor:     |    |                    |    |     |
| Óscar Tabárez |    |                    |    |     |

| P           | 1  | Joe Hart           |     |     |
| FD          | 2  | Glen Johnson       |     |     |
| FC          | 5  | Gary Cahill        |     |     |
| FC          | 6  | Phil Jagielka      |     |     |
| FS          | 3  | Leighton Baines    |     |     |
| MC          | 4  | Steven Gerrard (c) | 68' |     |
| MC          | 14 | Jordan Henderson   |     | 87' |
| ED          | 19 | Raheem Sterling    |     | 64' |
| MO          | 10 | Wayne Rooney       |     |     |
| ES          | 11 | Danny Welbeck      |     | 71' |
| AC          | 9  | Daniel Sturridge   |     |     |
| Schimbări:  |    |                    |     |     |
| M           | 21 | Ross Barkley       |     | 64' |
| M           | 20 | Adam Lallana       |     | 71' |
| A           | 18 | Rickie Lambert     |     | 87' |
| Antrenor:   |    |                    |     |     |
| Roy Hodgson |    |                    |     |     |

| Omul meciului: Luis Suárez (Uruguay) Arbitri asistenți: Roberto Alonso (Spania) Juan Carlos Yuste (Spania) Arbitru de rezervă: Alireza Faghani (Iran) Al cincilea oficial: Hassan Kamranifar (Iran) |

### Italia v Costa Rica
Cele două echipe s-au mai întâlnit anterior într-un meci amical în 1994.
| Italia | 0–1    | Costa Rica |
| ------ | ------ | ---------- |
|        | Raport | Ruiz 44'   |

| Italia | Costa Rica |

| P                | 1  | Gianluigi Buffon (c) |     |     |
| FD               | 4  | Matteo Darmian       |     |     |
| FC               | 15 | Andrea Barzagli      |     |     |
| FC               | 3  | Giorgio Chiellini    |     |     |
| FS               | 7  | Ignazio Abate        |     |     |
| MDef             | 16 | Daniele De Rossi     |     |     |
| MC               | 21 | Andrea Pirlo         |     |     |
| MC               | 5  | Thiago Motta         |     | 46' |
| ED               | 6  | Antonio Candreva     |     | 57' |
| ES               | 8  | Claudio Marchisio    |     | 69' |
| AC               | 9  | Mario Balotelli      | 69' |     |
| Schimbări:       |    |                      |     |     |
| A                | 10 | Antonio Cassano      |     | 46' |
| A                | 22 | Lorenzo Insigne      |     | 57' |
| A                | 11 | Alessio Cerci        |     | 69' |
| Antrenor:        |    |                      |     |     |
| Cesare Prandelli |    |                      |     |     |

| P                | 1  | Keylor Navas       |     |     |
| L                | 3  | Giancarlo González |     |     |
| FD               | 15 | Cristian Gamboa    |     |     |
| FC               | 6  | Óscar Duarte       |     |     |
| FC               | 4  | Michael Umaña      |     |     |
| FS               | 15 | Júnior Díaz        |     |     |
| MC               | 5  | Celso Borges       |     |     |
| MC               | 17 | Yeltsin Tejeda     |     | 68' |
| ED               | 10 | Bryan Ruiz (c)     |     | 81' |
| ES               | 7  | Christian Bolaños  |     |     |
| AC               | 9  | Joel Campbell      |     | 74' |
| Schimbări:       |    |                    |     |     |
| M                | 22 | José Miguel Cubero | 71' | 68' |
| A                | 21 | Marco Ureña        |     | 74' |
| A                | 14 | Randall Brenes     |     | 81' |
| Antrenor:        |    |                    |     |     |
| Jorge Luis Pinto |    |                    |     |     |

| Arbitri asistenți: Carlos Astroza (Chile) Sergio Román (Chile) Arbitru de rezervă: Néant Alioum (Camerun) Al cincilea oficial: Djibril Camara (Senegal) |

### Italia v Uruguay
Cele două echipe s-au mai întâlnit anterior în 9 meciuri, inclusiv de două ori la Campionatul Mondial de Fotbal (1970, faza grupelor: Italia 0–0 Uruguay; 1990, optimi de finală: Italia 2–0 Uruguay). Cea mai recentă întâlnire dintre cele două a fost la Cupa Confederațiilor FIFA 2013, meci câștigat de Italia la penaltiuri, după ce în timpul regulamentar de joc și după prelungiri se înregistrase o remiză, scor 2–2.
| Italia | 0–1    | Uruguay   |
| ------ | ------ | --------- |
|        | Raport | Godín 81' |

| Italia | Uruguay |

| P                | 1  | Gianluigi Buffon (c) |     |     |
| FC               | 15 | Andrea Barzagli      |     |     |
| FC               | 19 | Leonardo Bonucci     |     |     |
| FC               | 3  | Giorgio Chiellini    |     |     |
| MD               | 4  | Matteo Darmian       |     |     |
| MC               | 23 | Marco Verratti       |     | 75' |
| MC               | 8  | Claudio Marchisio    | 59' |     |
| MS               | 2  | Mattia De Sciglio    | 77' |     |
| MO               | 21 | Andrea Pirlo         |     |     |
| ADA              | 17 | Ciro Immobile        |     | 71' |
| AC               | 9  | Mario Balotelli      | 22' | 46' |
| Schimbări:       |    |                      |     |     |
| M                | 18 | Marco Parolo         |     | 46' |
| A                | 10 | Antonio Cassano      |     | 71' |
| M                | 5  | Thiago Motta         |     | 75' |
| Antrenor:        |    |                      |     |     |
| Cesare Prandelli |    |                      |     |     |

| P             | 1  | Fernando Muslera   | 90+1' |     |
| FD            | 22 | Martín Cáceres     |       |     |
| FC            | 13 | José María Giménez |       |     |
| FC            | 3  | Diego Godín (c)    |       |     |
| FS            | 6  | Álvaro Pereira     |       | 63' |
| MD            | 20 | Álvaro González    |       |     |
| MC            | 17 | Egidio Arévalo     | 46'   |     |
| MS            | 7  | Cristian Rodríguez |       | 78' |
| MO            | 14 | Nicolás Lodeiro    |       | 46' |
| AC            | 9  | Luis Suárez        |       |     |
| AC            | 21 | Edinson Cavani     |       |     |
| Schimbări:    |    |                    |       |     |
| F             | 16 | Maxi Pereira       |       | 46' |
| A             | 11 | Christian Stuani   |       | 63' |
| M             | 18 | Gastón Ramírez     |       | 78' |
| Antrenor:     |    |                    |       |     |
| Óscar Tabárez |    |                    |       |     |

| Omul meciului: Gianluigi Buffon (Italia) Arbitri asistenți: Marvin Torrentera (Mexic) Marcos Quintero (Mexic) Arbitru de rezervă: Mark Geiger (Statele Unite) Al cincilea oficial: Sean Hurd (Statele Unite) |

### Costa Rica v Anglia
Cele două echipe nu s-au mai întâlnit până acum.
| Costa Rica | 0–0    | Anglia |
| ---------- | ------ | ------ |
|            | Raport |        |

| Costa Rica | Anglia |

| P                | 1  | Keylor Navas       |     |     |
| L                | 3  | Giancarlo González | 60' |     |
| FD               | 16 | Cristian Gamboa    |     |     |
| FC               | 6  | Óscar Duarte       |     |     |
| FC               | 19 | Roy Miller         |     |     |
| FS               | 15 | Júnior Díaz        |     |     |
| MDef             | 5  | Celso Borges       |     | 78' |
| MC               | 10 | Bryan Ruiz (c)     |     |     |
| MC               | 17 | Yeltsin Tejeda     |     |     |
| ADA              | 14 | Randall Brenes     |     | 59' |
| AC               | 9  | Joel Campbell      |     | 65' |
| Schimbări:       |    |                    |     |     |
| M                | 7  | Christian Bolaños  |     | 59' |
| A                | 21 | Marco Ureña        |     | 65' |
| M                | 11 | Michael Barrantes  |     | 78' |
| Antrenor:        |    |                    |     |     |
| Jorge Luis Pinto |    |                    |     |     |

| P           | 13 | Ben Foster        |     |     |
| FD          | 16 | Phil Jones        |     |     |
| FC          | 5  | Gary Cahill       |     |     |
| FC          | 12 | Chris Smalling    |     |     |
| FS          | 23 | Luke Shaw         |     |     |
| MC          | 8  | Frank Lampard (c) |     |     |
| MC          | 7  | Jack Wilshere     |     | 73' |
| ED          | 17 | James Milner      |     | 76' |
| MO          | 21 | Ross Barkley      | 53' |     |
| ES          | 20 | Adam Lallana      | 57' | 62' |
| AC          | 9  | Daniel Sturridge  |     |     |
| Schimbări:  |    |                   |     |     |
| M           | 19 | Raheem Sterling   |     | 62' |
| M           | 4  | Steven Gerrard    |     | 73' |
| A           | 10 | Wayne Rooney      |     | 76' |
| Antrenor:   |    |                   |     |     |
| Roy Hodgson |    |                   |     |     |

| Omul meciului: Keylor Navas (Costa Rica) Arbitri asistenți: Redouane Achik (Maroc) Abdelhak Etchiali (Algeria) Arbitru de rezervă: Alireza Faghani (Iran) Al cincilea oficial: Hassan Kamranifar (Iran) |